# Герасимчук Лесь Абрамович
Ле́сь Абр́амович Герасимчу́к (8 жовтня 1944, Київ — 12 червня 2021, Київ) — український перекладач, поет, філолог, культуролог.

## Життєпис
Народився у Києві 8 жовтня 1944 року. Його мати, Лідія Герасимчук, була балериною, а батько, Абрам Насушкін, — інженером-меліоратором.
Публікував свої твори з 1960 року в галузі літературного й науково-технічного перекладу, розвідки з літературознавства, філософії, естетики, власні поетичні твори. Через клопоти з КДБ і неможливість працювати за безпосереднім фахом близько 17 років очолював відділ інформації в Інституті комплексного використання водних ресурсів. Заснував і видавав низку галузевих журналів, у котрих також вів англійську частину. Редагував англійські видання низки провідних українських часописів. Протягом двадцяти років співробітничав з Всесоюзним бюро науково-технічного перекладу, де працював переважно у системі чотирьох мов: англійська-українська-польська-російська. Перший головний редактор тижневиків «Влада і політика» та «Президентський вісник».
Від часу до часу працював синхронним перекладачем: міжнародні конференції та науково-документальні фільми.
Основні галузі знання, в яких здійснював переклади з англійської та на англійську: художня література, філософія, культурологія, логіка, мистецтвознавство, історія, водні ресурси, екологія, економіка, медицина, теорія прийняття рішень, екобезпека тощо.

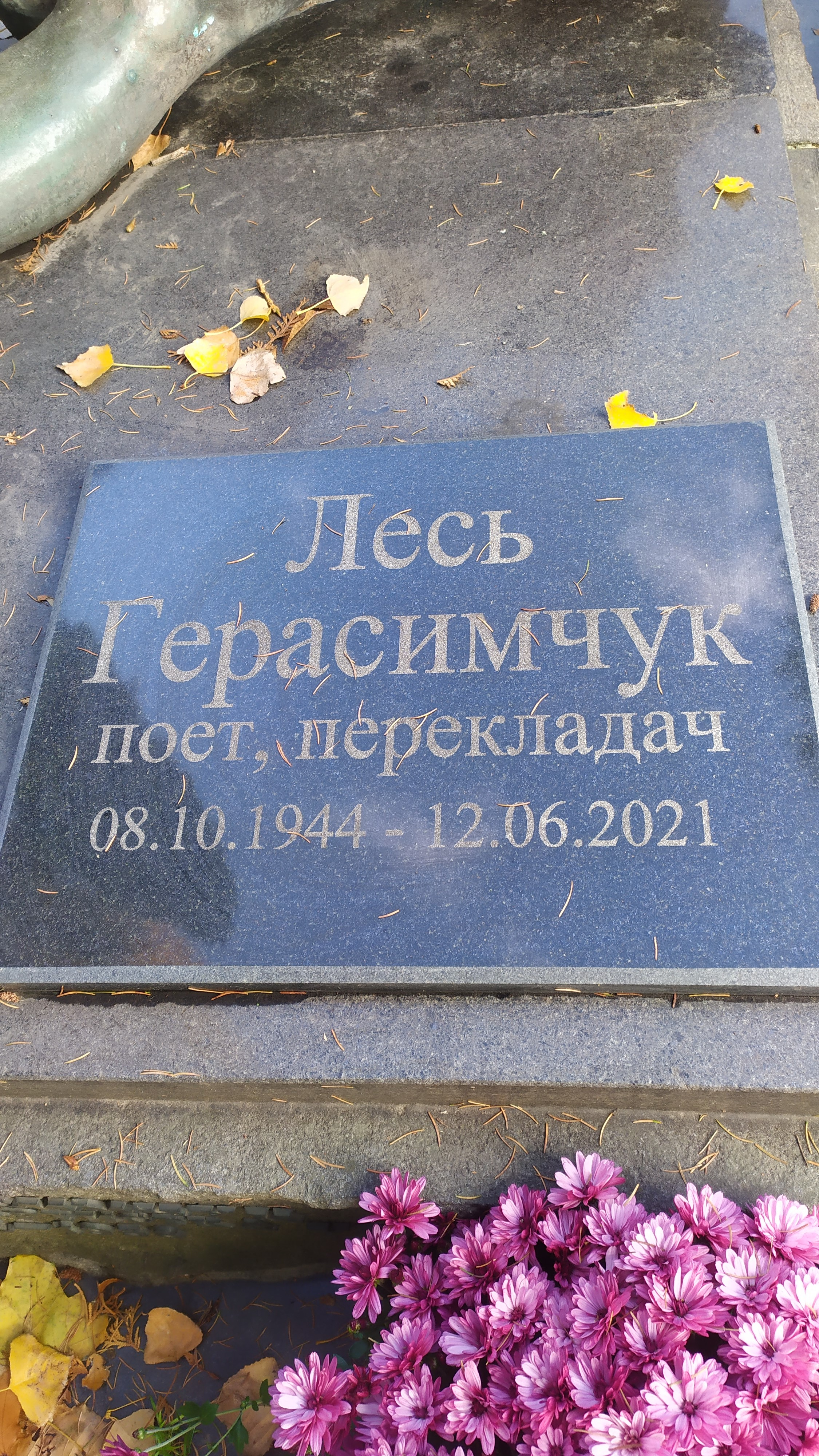
Могила Леся Герасимчука, Байкове кладовище

Видав кілька десятків книжок перекладів з ряду європейських мов і власних творів.
Здійснив низку перекладів з грецької Біблії та видав перекази Святого Письма для різних категорій населення. Окремо також виходили переклади гексопсалмів та деяких псалмів.
Уклав і видав кілька англо-українських та українсько-англійських словників. Член НСПУ з 15.02.2012.
Помер на 77-му році життя 12 червня 2021 року через хронічне серцево-судинне захворювання. Похований разом з матір'ю на Байковому кладовищі.

## Переклади
- Даніель Дефо. Життя й незвичайні та дивовижні пригоди Робінзона Крузо
- Даніель Дефо. Подальші пригоди Робінзона Крузо
- Джек Лондон. Північні оповідання
- Константи Ґалчинський. Млинок до кави
- Мартин Еймис. Нічний потяг
- Волт Вітмен. Пісня про себе
- Волт Вітмен. Поезії
- Ґебріел Еттінґен. Перегляд позитивного мислення: на основі нової науки про мотивацію
- Роберт Ґрін. 48 законів влади
- Кондоліза Райс. Демократія
- Джек Ліндсей. Коротка історія культури. Від доісторичних часів до доби Відродження. Том 1. Том 2.
- Роберт Луїс Вілкен. Дух ранньохристиянської думки
- Едуард Шуре. Ісус
- Сельма Лаґерлеф. Легенди про Христа
- Новий Заповіт (Четвероєвангеліє). Перекл. з грецьк. Лесь Герасимчук за участю Леоніда Лутковського. — 1990. — «Вітчизна», № 3, 5, 7, 9. (Завантажити файл RAR)

## Власні твори
- Зодія (збірка). 1993
- Це ти сказав (збірка). 1994
- Час міражів (збірка). 1998
- Луна шофара (збірка). 2000
- Американський бард в Україні. 2009
- А я — моя Тобі молитва. 2022

## Публікації
- Раби практичного перекладу [Архівовано 21 червня 2021 у Wayback Machine.]. Опубліковано в Дзеркало Тижня, 09.08.2002